# Asplenium otites
Asplenium otites är en svartbräkenväxtart som beskrevs av Link. Asplenium otites ingår i släktet Asplenium och familjen Aspleniaceae. Inga underarter finns listade.